# Embreyite
La embreyite è un minerale.